# نواه غوندرسن
نواه غوندرسن (بالإنجليزية: Noah Gundersen)‏ هو مغن مؤلف أمريكي، ولد في 31 مايو 1989 في أولمبيا في الولايات المتحدة.

## وصلات خارجية
- الموقع الرسمي
- نواه غوندرسن على موقع IMDb (الإنجليزية)
- نواه غوندرسن على موقع ميوزك برينز (الإنجليزية)
- نواه غوندرسن على موقع أول ميوزيك (الإنجليزية)
- نواه غوندرسن على موقع ديسكوغز (الإنجليزية)